# Mollie Harker
Mollie Favorite Harker Shumway de Rodríguez (1944) es una taxónoma, tecnobióloga, conservadora, profesora, y botánica mexicana.

## Carrera
Obtuvo la maestría en ciencias (biología) por la Facultad de Ciencias, UNAM, con mención honorífica.
Es profesora investigadora del Instituto de Botánica, Departamento de Botánica y Zoología, Centro Universitario de Ciencias Biológicas y Agropecuarias, CUCBA, Universidad de Guadalajara.
Trabajó con la filogenia de la familia Asteraceae, con énfasis en los géneros Cosmos, y Verbesina, con caracteres morfológicos y moleculares.

## Algunas publicaciones
- Arturo Castro-Castro, osvaldo Zuno-Delgadillo, marco Antonio Carrasco-Ortiz, mollie Harker, Aarón Rodríguez. 2015. Novedades en el género Dahlia (Asteraceae: Coreopsideae) en Nueva Galicia, México. Botanical Sciences 93 (1): 41 - 51. https://dx.doi.org/10.17129/botsci.239
- ----------------, georgina Vargas-Amado, mollie Harker, Aarón Rodríguez-Contreras. 2013. Two new species of Cosmos section Discopoda (Coreopsideae: Asteraceae) from Jalisco, Mexico. Phytotaxa 146 (2): 35 – 49 resumen. ISSN 1179-3163.
- ----------------, a. Rodríguez, g. Vargas-Amado, mollie Harker. 2012. Diversidad del género Dahlia (Asteraceae: Coreopsideae) en Jalisco, México y descripción de una especie nueva. Revista Mexicana de Biodiversidad 83: 347 - 358.
- g. Vargas-Amado, Arturo Castro-Castro, mollie Harker, j.l. Villaseñor, e. Ortiz, a. Rodríguez. 2013. Distribución geográfica y riqueza del género Cosmos (Asteraceae, Coreopsideae). Revista Mexicana de Biodiversidad 84: 122 – 155.
- mollie Harker, Luz Adriana García Rubio, Mónica E. Riojas-López. 2008. Composición florística de cuatro hábitats en el rancho Las Papas de Arriba, municipio de Ojuelos de Jalisco, Jalisco, México. Acta Botánica Mexicana 85: 1 - 29 ISSN-e 0187-7151 resumen.
- a. Rodríguez, mollie Harker, a. Quezada-Solís, s. Casillas-Gaeta. 2006. Diversidad y potencial ornamental del género Cosmos Cav. (Asteraceae) en Jalisco. In: Carvajal, S. (ed.) Avances en la investigación Científica en el CUCBA: XVII Semana de la Investigación Científica. Centro Universitario de Ciencias Biológicas y Agropecuarias, Universidad de Guadalajara. Jalisco, México. 610–619 p.
- luz adriana García Rubio, ofelia Vargas Ponce, mollie Harker. 2004. Nota sobre la presencia de Nierembergia angustifolia (Solanaceae) en Jalisco, México. Acta Botánica Mexicana 67: 43 - 48 ISSN-e 0187-7151 resumen.
- mollie Harker, noemí Jiménez-Reyes. 2001. Verbesina barrancae (Compositae, Heliantheae), a new species from Jalisco, Mexico. Brittonia 54 (3): 181 - 189 resumen.

## Membresías
- Sociedad Botánica de México.
- del Comité Ejecutivo de la International Mycological Association
- International Association for Plant Taxonomy (IAPT).
- American Society of Plant Taxonomists (ASPT).

## Eponimia
- (Asteraceae) Perityle harkerae P.Carrillo[8]